# Курсел ле Жизор
Курсел ле Жизор (фр. Courcelles-lès-Gisors) насеље је и општина у североисточној Француској у региону Пикардија, у департману Оаза која припада префектури Бове.
По подацима из 2011. године у општини је живело 850 становника, а густина насељености је износила 122,83 становника/km². Општина се простире на површини од 6,92 km². Налази се на средњој надморској висини од 142 метара (максималној 141 m, а минималној 41 m).

## Демографија
| 1962. | 1968. | 1975. | 1982. | 1990. | 1999. | 2011. |
| ----- | ----- | ----- | ----- | ----- | ----- | ----- |
| 312   | 365   | 470   | 589   | 761   | 803   | 850   |

График промене броја становника у току последњих година